# Acipensèrids

## Morfologia
- Cos fusiforme, allargat, amb cinc sèries longitudinals d'escuts ossis entre les quals la pell està coberta de tuberculets ossis nombrosos i menuts.
- Cap amb part superior revestida d'ossos cutanis, musell subcònic i una mica deprimit, amb quatre barbellons a la cara ventral per davant la boca.
- La boca és inferior, protràctil i sense dents a l'estat adult.
- Aletes dorsal, anal i ventrals sense radis espinosos i situades a la part posterior del cos.
- L'aleta caudal és fortament asimètrica i les pectorals tenen el primer radi espinós.[1]

## Distribució i hàbitat

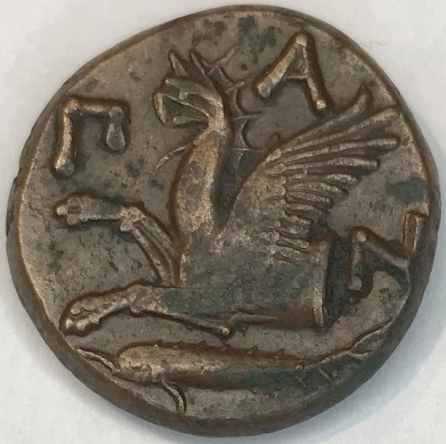
Esturió representat en un Tetrachalkon (moneda de bronze) de l'antiga ciutat grega de Panticapea a la península de Crimea (Mar Negre), 310–304 a.C.

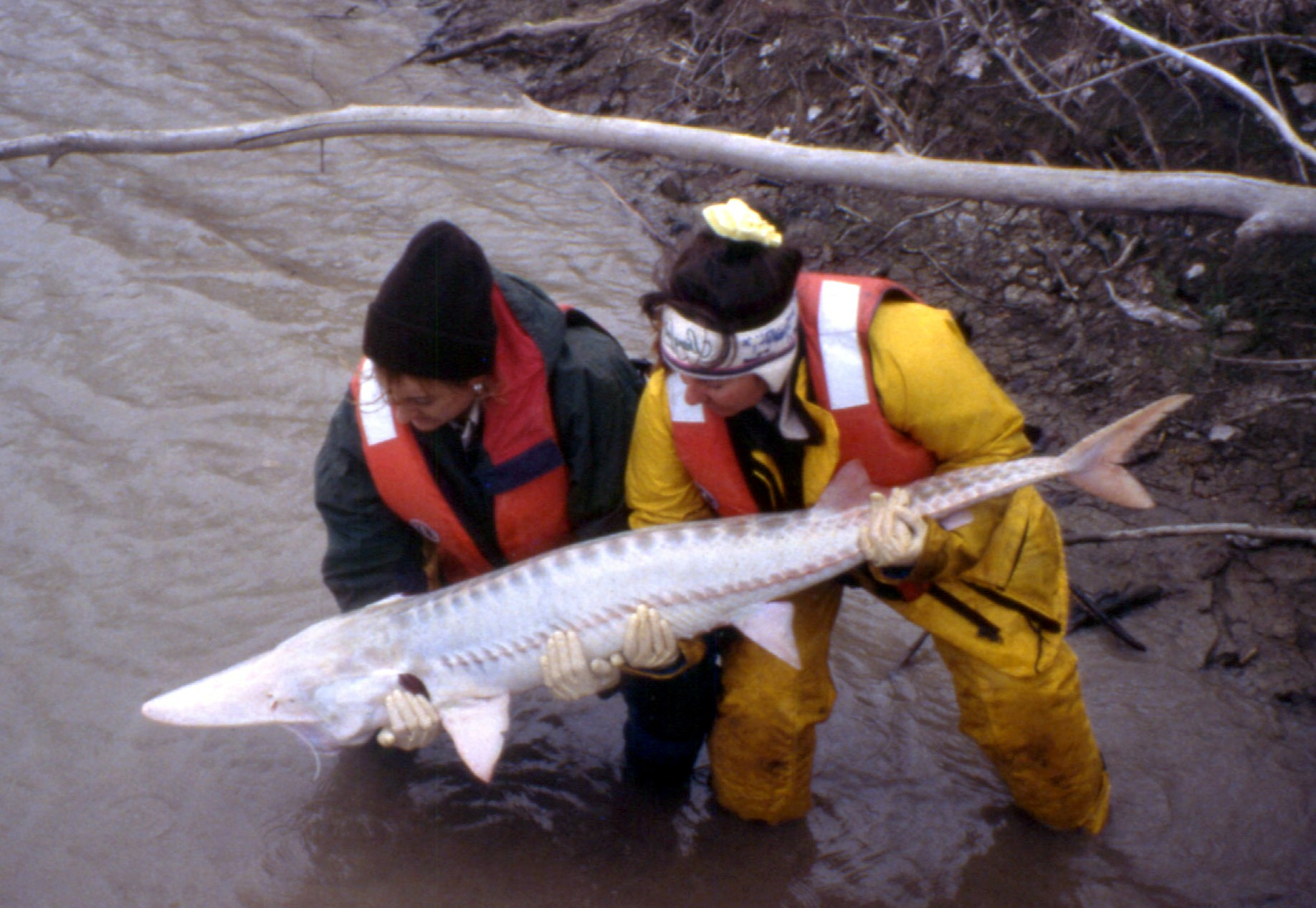
Scaphirynchus albus

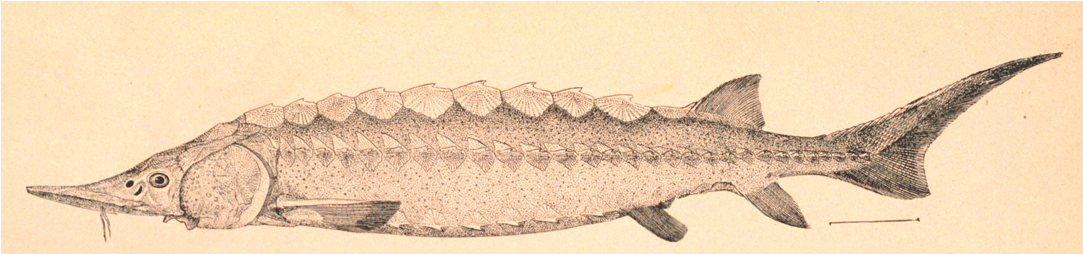
Acipenser sturio

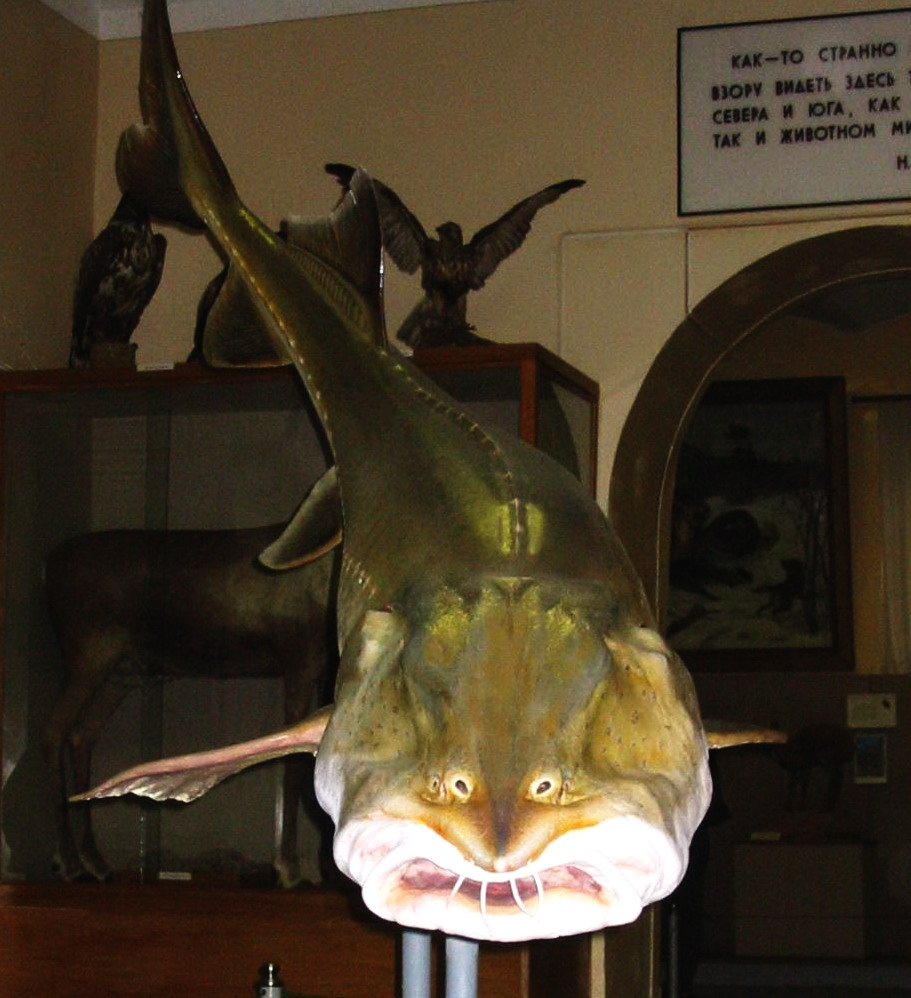
Huso dauricus

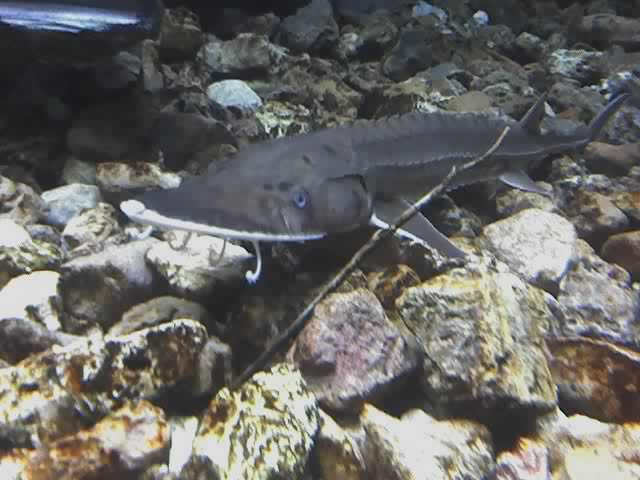
Scaphirhynchus platorynchus

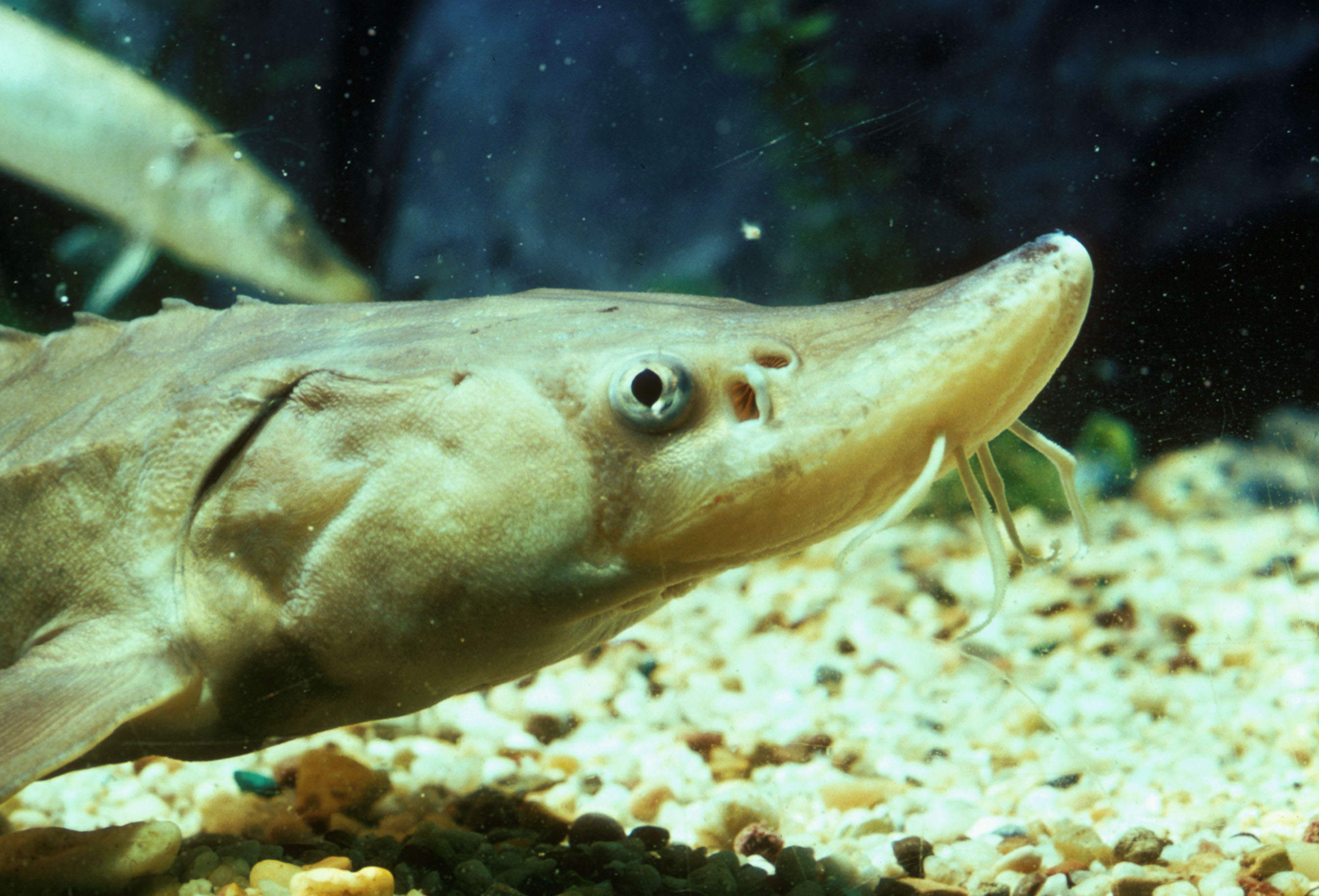
Acipenser brevirostrum

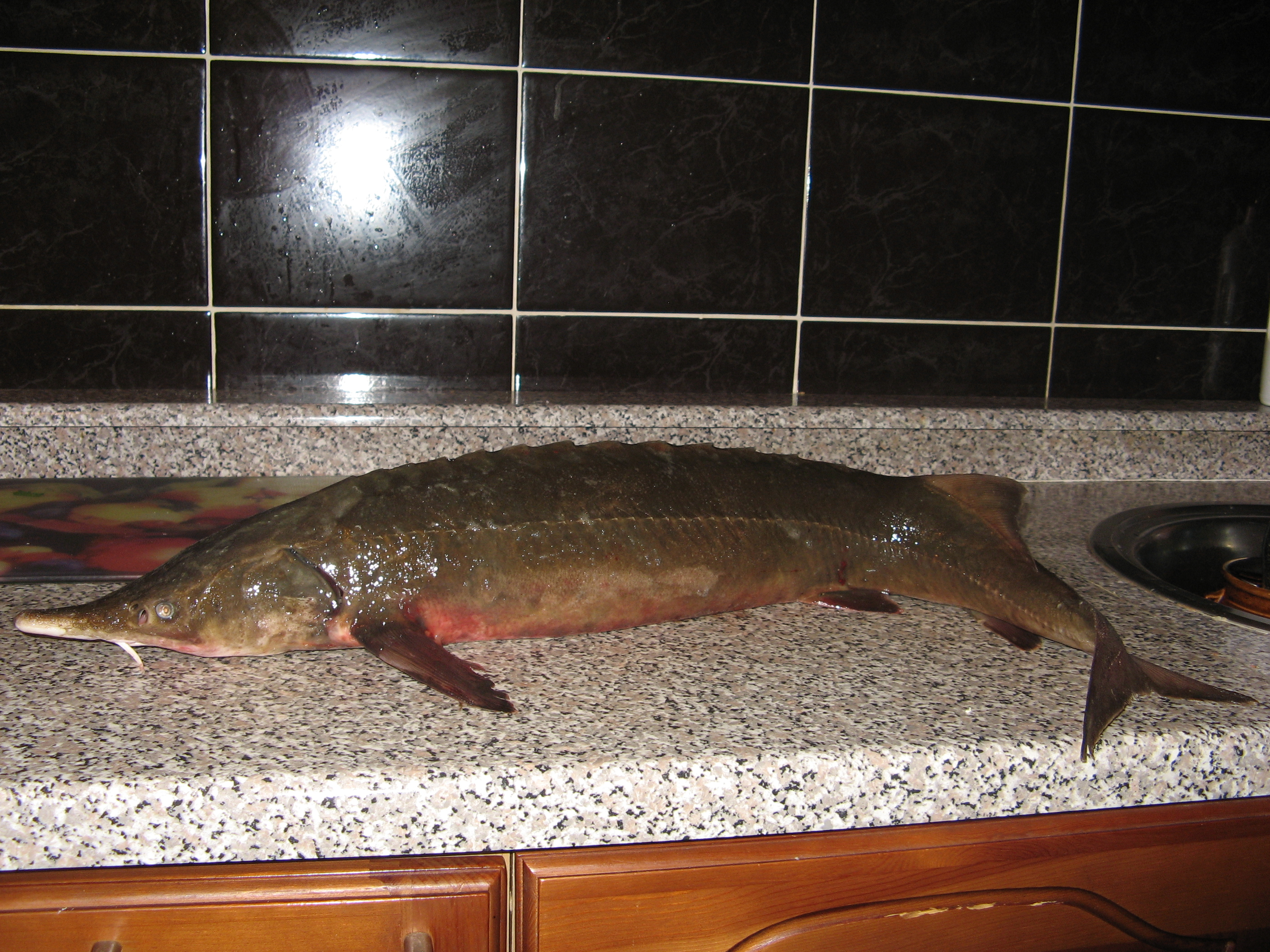
Acipenser baerii

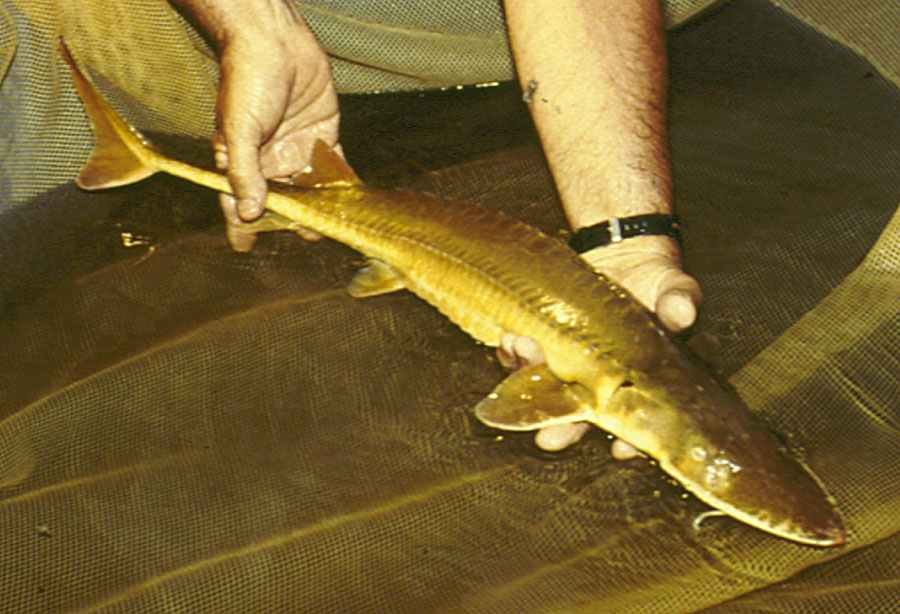
Scaphirhynchus suttkusi

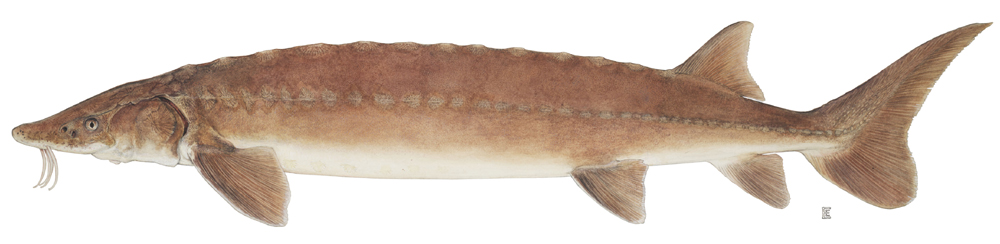
Acipenser fulvescens

Els acipensèrids (Acipenseridae) són una família de peixos actinopterigis de l'ordre dels acipenseriformes, que inclou els esturions i altres peixos relacionats. L'únic acipensèrid de la Mar Catalana és l'esturió (Acipenser sturio).
La distribució dels acipensèrids va des de les aigües subtropicals fins a les subàrtiques a Amèrica del Nord i Euràsia. A Amèrica del Nord, s'estenen al llarg de la costa atlàntica des del golf de Mèxic fins a Terranova, inclosos els Grans Llacs i els rius Sant Llorenç, Missouri i Mississipi, així com al llarg de la costa oest en els principals rius des de Califòrnia i Idaho fins a la Columbia Britànica. Es troben al llarg de la costa europea de l'Atlàntic, inclosa la conca del Mediterrani, especialment al mar Adriàtic i els rius de l'Itàlia septentrional; als rius que desemboquen als mars Negre, d'Azov i Caspi (Danubi, Dnepr, Volga, Ural i Don); els rius que flueixen al nord de Rússia que alimenten l'Oceà Àrtic (Obi, Ienissei, Lena, Kolyma) ; als rius de l'Àsia central (Amu Darya i Syr Darya) i del llac Baikal. A l'oceà Pacífic, es troben al riu Amur al llarg de la frontera entre Rússia i la Xina, a l'illa de Sakhalín i alguns rius al nord-est de la Xina.
No es coneix cap espècie que es produeixi naturalment al sud de l'equador, tot i que s'estan fent intents d'aqüicultura d'acipensèrids a Uruguai, Sud-àfrica i altres llocs.
La majoria d'espècies són almenys parcialment anàdromes, van a fresar en aigua dolça i s'alimenten en aigües salobres i riques en nutrients dels estuaris o passen importants migracions al llarg de les costes. Tanmateix, algunes espècies han evolucionat en existències purament d'aigua dolça, com l'esturió groc (Acipenser fulvescens), o s'han vist forçats a elles per l'embossament humà o natural dels seus rius natius, com en el cas d'algunes subpoblacions d'esturió blanc (A. transmontanus) al Riu Columbia i l'esturió siberià (A. baerii) a la conca de l'Obi.

## Sistemàtica
Aquesta família està subdividida en dues subfamílies:

### Acipenserinae
- Acipenser

Vegeu la classificació del gènere Acipenser
- Huso
  - Huso huso (esturió beluga)
  - Huso dauricus (esturió kaluga)

### Scaphirhynchinae
- Scaphirhynchus
  - Scaphirhynchus albus (esturió pàl·lid)
  - Scaphirhynchus platorynchus
  - Scaphirhynchus suttkusi (esturió d'Alabama)

- Pseudosaphirhynchus
  - Pseudoscaphirhynchus hermanni (esturió nan)
  - Pseudoscaphirhynchus fedtschenkoi (esturió de Syrdarja)
  - Pseudoscaphirhynchus kaufmanni (esturió d'Amudarja)